# Laura Godard
Laura Godard (* 12. Februar 1996 in Metz, Frankreich) ist eine französische Handballspielerin, die für den französischen Erstligisten Metz Handball aufläuft.

## Karriere
Godard lief zwischen 2014 und 2019 für die 2. Damenmannschaft des Vereins Metz Handball in der dritthöchsten französischen Spielklasse auf. Anschließend wechselte die Außenspielerin zum Zweitligisten Handball Club Celles-sur-Belle. Mit dem Verein stieg sie 2021 in die Division 1 auf und absolvierte in der Saison 2021/22 insgesamt 22 Erstligapartien. Im Sommer 2022 wechselte sie zum deutschen Bundesligisten TuS Metzingen. Mit Metzingen gewann sie in der Saison 2023/24 den DHB-Pokal. Nachdem Godard ab März 2024 schwangerschaftsbedingt nicht mehr zum Einsatz gekommen war, lief ihr Vertrag am Saisonende 2023/24 aus. Nach einer einjährigen Pause unterschrieb Godard im Juli 2025 einen Einjahresvertrag für die Erstligamannschaft von Metz Handball.